# アンナ・ファリス
アンナ・ファリス（Anna Faris, 本名: Anna Kay Faris, 1976年11月29日 - ）は、アメリカ合衆国の女優。

## 経歴
ワシントン州シアトル出身。スペイン、アイルランド、スコットランドの血を引いている。
幼い頃から演技に興味を抱き、9歳のときにシアトルのレパートリー劇団で初舞台を踏む。ワシントン大学を卒業後、ロンドンに渡り演劇を学ぶ。1999年低予算ホラー映画『バレンタイン・デイ』で映画デビュー。
翌年、2000年にキーネン・アイヴォリー・ウェイアンズ監督によるパロディ・ホラー・コメディ『最終絶叫計画』のヒロイン、シンディ・キャンベル役に抜擢されブレイク。その後もこの『絶叫計画シリーズ』にシンディ役で出演し彼女の代表作になった。
また、人気シリーズ『フレンズ』では、チャンドラーとモニカが引き取る双子の生みの親を演じている。

## 私生活
2004年ベンジャミン・インドラと結婚するが2007年4月に離婚申請。ベンジャミンに90万ドル、不動産、映画、テレビのロイヤリティーを分けることで合意し、2008年2月に離婚成立した。2009年7月9日、バリ島にてクリス・プラットと結婚。2012年8月に第一子となる長男ジャックが誕生した。2017年8月6日に破局したと発表。

## 出演作品
| 公開年 | 邦題 原題                                                                 | 役名                     | 備考            |
| ------ | ------------------------------------------------------------------------- | ------------------------ | --------------- |
| 1999   | バレンタイン・デイ Lovers Lane                                            |                          |                 |
| 2000   | 最終絶叫計画 Scary Movie                                                  | シンディ・キャンベル     |                 |
| 2001   | 最'新'絶叫計画 Scary Movie 2                                              | シンディ・キャンベル     |                 |
| 2002   | MAY -メイ- May                                                            | ポリー                   |                 |
| 2002   | ホット・チック The Hot Chick                                              | エイプリル               |                 |
| 2002   | キング・オブ・ザ・ヒル King of the Hill                                   |                          | 声の出演        |
| 2003   | 最'狂'絶叫計画 Scary Movie 3                                              | シンディ・キャンベル     |                 |
| 2003   | ロスト・イン・トランスレーション Lost in Translation                      | ケリー                   |                 |
| 2004   | キング・オブ・ザ・ヒル King of the Hill                                   |                          | 声の出演        |
| 2005   | ウェイターはつらいよ Waiting...                                           | セレナ                   |                 |
| 2005   | ブロークバック・マウンテン Brokeback Mountain                             | ラショーン・マローン     |                 |
| 2006   | Gガール 破壊的な彼女 My Super Ex-Girlfriend                               | ハンナ・ルイス           |                 |
| 2006   | 最終絶叫計画4 Scary Movie 4                                               | シンディ・キャンベル     |                 |
| 2007   | ママ男 Mama's Boy                                                         | ノラ・フラナガン         |                 |
| 2008   | キューティ・バニー The House Bunny                                        | シェリー・ダーリントン   | 製作総指揮      |
| 2009   | オブザーブ・アンド・レポート Observe and Report                           | ブランディ               |                 |
| 2009   | くもりときどきミートボール Cloudy with a Chance of Meatballs              | サム・スパークス         | 声の出演        |
| 2009   | アルビン2 シマリス3兄弟 vs. 3姉妹 Alvin and the Chipmunks: The Squeakquel | ジャネット               |                 |
| 2010   | ヨギ & ブーブー わんぱく大作戦 Yogi Bear                                  | レイチェル               |                 |
| 2011   | パーティー・ナイトはダンステリア Take Me Home Tonight                     | ウェンディ・フランクリン |                 |
| 2011   | 運命の元カレ What's Your Number?                                          | アリー                   | 製作総指揮      |
| 2011   | アルビン3 シマリスたちの大冒険 Alvin and the Chipmunks: Chipwrecked       | ジャネット               |                 |
| 2012   | ディクテーター 身元不明でニューヨーク The Dictator                        | ゾーイ                   |                 |
| 2013   | ムービー43 Movie 43                                                       | Vanessa                  | post-production |
| 2013   | I Give It A Year                                                          |                          | post-production |
| 2014   | くもりときどきミートボール2 Cloudy 2: Revenge of the Leftovers            | サム・スパークス         | 声の出演        |
| 2014   | 22ジャンプストリート 22 Jump Street                                       |                          | クレジットなし  |
| 2015   | アルビン4 それいけ! シマリス大作戦 Alvin and the Chipmunks: The Road Chip | ジャネット               | 声の出演        |
| 2016   | キアヌ Keanu                                                              | 本人役                   | クレジットなし  |
| 2017   | 絵文字の国のジーン The Emoji Movie                                        | ジェイル・ブレイク       | 声の出演        |
| 2018   | オーバーボード Overboard                                                  | ケイト                   |                 |